# ティグラン・マンスリアン
ティグラン・マンスリアン（英語: Tigran MansurianまたはTigran Mansuryan, 1937年1月27日 -）は、レバノン生まれのアルメニア人作曲家。

## 経歴
1937年、レバノンのベイルート生まれ。1947年にアルメニアに移住し1956年からはエレバンに居住している。1956年から1960年にエレバンのロマノス・メリキアン音楽大学でエドゥアルド・バグダサリャンに師事する。1960年から1965年にはエレバン音楽院でラザルス・サリャンから作曲を学び、1960年から1967年まで大学院で学んだ。
エレバン音楽院で1967年から1986年まで近代音楽理論、1987年から作曲を教え、1992年から1995年まで音楽院の校長を務めた。近年、教職を離れ作曲に専念している。